# Nachal Zoch
Nachal Zoch (hebrejsky: נחל זך) je vádí v Horní Galileji, v severním Izraeli.
Začíná v nadmořské výšce okolo 50 metrů, na jižním okraji vesnice Bejt ha-Emek, nedaleko severního okraje města Kafr Jasif v místech, kde pahorky západní Galileji přecházejí do pobřežní nížiny. Obchází tu ze severu pahorek Tel Emek, na jehož úpatí se nachází pramen Ejn Zoch (עין זך). Směřuje pak k jihozápadu zemědělsky intenzivně využívanou krajinou a jihozápadně od vesnice Nes Amim ústí zprava do vádí Nachal Jasaf.